# EuroVelo 13
L’EuroVelo 13 (EV 13), detta anche "la strada della cortina di ferro", è una pista ciclabile parte della rete del programma europeo EuroVelo. 

## Tracciato
Lunga 10.400 chilometri, la pista unisce la città di Kirkenes, in Norvegia, alla città di Tsarevo, in Bulgaria. Corre lungo 20 Paesi europei, 14 siti UNESCO e 3 mari europei.